# Fandrake

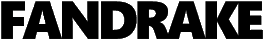
Fandrake AB logotyp

Fandrake är ett svenskt bokförlag grundat 2017, som specialiserat sig på att ge ut böcker riktade mot "nördar, fans och spelare" i framförallt coffee table-format. Förlaget grundades av Orvar Säfström och Jimmy Wilhelmsson. Efter att ha gett ut böckerna Generation 64, Äventyrsspel - bland mutanter, drakar och demoner samt Nils Gulliksson: illustrationer och skisser på olika förlag tog grundarna beslutet att starta Fandrake.
I maj 2020 genomförde Fandrake den då mest framgångsrika gräsrotsfinansieringen för en svenskspråkig produkt någonsin på Kickstarter i sin återutgivning av brädspelet Drakborgen. Kampanjen drog in drygt 3,6 miljoner kronor.
Under december 2020 annonserade förlaget att de tillsammans med Svensk Elitfotboll skulle skapa och ge ut brädspelet Spelet om Allsvenskan.

## Utgivna böcker
- Mutant: minnen från den förbjudna zonen (2018[4]) - En bok om det svenska rollspelet Mutant. Boken gräsrotsfinansierades via Kickstarter och drog in närmare 550 000 kr.[5]
- Serietidningsreklam: en nostalgisk faktabilderbok (2018[6]) - Boken djupdyker i reklamannonser från 80-talets serietidningar såsom Knasen, Fantomen, Kalle Anka med flera.
- Boken om Rock: för alla små och stora fans (2018[7]) - En guide till den största, bästa och mest högljudda musik världen skådat: Rock!
- Boken om Alga (2019[8]) - En bok som berättar historien om företaget Alga samt går igenom alla de brädspel de gett ut.
- Boken om Drakborgen (2020[9]) - Berättar historien om det legendariska brädspelet Drakborgen. Boken var en del kampanjen för återutgivningen av brädspelet Drakborgen.